# Vtoryye Nyugedy
Vtoryye Nyugedy är en ort i Azerbajdzjan.   Den ligger i distriktet Quba Rayonu, i den nordöstra delen av landet, 150 km nordväst om huvudstaden Baku. Vtoryye Nyugedy ligger 523 meter över havet och antalet invånare är 7 952.
Terrängen runt Vtoryye Nyugedy är kuperad söderut, men norrut är den platt. Närmaste större samhälle är Quba, 7,9 km nordväst om Vtoryye Nyugedy. 
Omgivningarna runt Vtoryye Nyugedy är en mosaik av jordbruksmark och naturlig växtlighet. Runt Vtoryye Nyugedy är det ganska glesbefolkat, med 48 invånare per kvadratkilometer.